# جونغ يونغ هوا
جونغ يونغ هوا (بالكورية: 정용화)‏ (من مواليد 22 يونيو 1989) في سول، كوريا الجنوبية. هو مغن كوري بدأ مسيرته الفنية عام 2009. وهو أيضا ممثل وكاتب غنائي ومغن مؤلف وعازف قيثارة.

## الحياة الشخصية
جونغ يونغ هوا ولد في 22 يونيو 1989، في سيول، كوريا الجنوبية. عائلته تتكون من والديه وشقيقه الذي هو أكبر منه بأربع سنوات. انتقل إلى بوسان في عام 1991 وعاش هناك حتى المرحلة الثانوية، حيث بدأ يؤلف الموسيقى. بعد أخذ امتحان القبول بالكلية، انتقل إلى سيول، حيث انضم إلى إف إن سي ميوزيك (FNC Music). في 2009 غادر جونغ إلى اليابان لدراسة الموسيقى مع زملائه في الفرقة. في أثناء مكوثهم هناك، قدموا عروضا في الشوارع وأصدروا ألبومات مستقلة.

## التلفاز

### مسلسلات
- أنتي جميلة (You're Beautiful)-2009
- أوتار القلوب (heartstrings)-2011
- تزوجيه إذا تجرأتي (Marry Him If You Dare)-2013
- الفرسان الثلاثة (Three Musketeers)-2014
- الحزمة (The Package )-2016
- العقارات المسكونة (Sell Your Haunted House)-2020.
- تعاون الدماغ (Brain Cooperation)-2023.[5]

### برامج منوعات
- رنينق مان
- قلب قوي
- هولوقرام
- هيلو كونسيلر

## وصلات خارجية
- جونغ يونغ هوا على موقع IMDb (الإنجليزية)
- جونغ يونغ هوا على موقع ميوزك برينز (الإنجليزية)
- جونغ يونغ هوا على موقع قاعدة بيانات الفيلم (الإنجليزية)
- جونغ يونغ هوا على موقع كينوبويسك (الروسية)

- الموقع الإلكتروني